# Luigi Samele
Luigi Samele (Foggia, 25 de juliol de 1987) és un esportista italià que competeix en esgrima, especialista en la modalitat de sabre.
Va participar en dos Jocs Olímpics d'Estiu, i ho va obtenir tres medalles, bronze a Londres 2012, en la prova per equips (juntament amb Aldo Montano, Diego Occhiuzzi i Luigi Tarantino), i dos de plata a Tòquio 2020, en les proves individual i per equips (juntament amb Enrico Berrè, Lucca Curatoli i Aldo Montano).
Va guanyar cinc medalles en el Campionat Mundial d'Esgrima entre els anys 2010 i 2023, i vuit medalles (tres d'or) en el Campionat d'Europa d'esgrima entre els anys 2010 i 2023, totes en la prova per equips.
En els Jocs Olímpics d'estiu de 2024 realitzats a París (França) aconseguí guanyar la medalla de bronze en la competició de sabre individual masculí.

## Palmarès internacional
| Jocs Olímpics      | Jocs Olímpics           | Jocs Olímpics | Jocs Olímpics    |
| Any                | Lloc                    | Medalla       | Prova            |
| ------------------ | ----------------------- | ------------- | ---------------- |
| 2012               | Londres ( Regne Unit)   | 3             | Sabre per equips |
| 2020               | Tòquio ( Japó)          | 2             | Sabre individual |
| 2020               | Tòquio ( Japó)          | 2             | Sabre per equips |
| 2024               | París ( França)         | 3             | Sabre individual |
| Campionat del món  |                         |               |                  |
| Any                | Lloc                    | Medalla       | Prova            |
| 2010               | París ( França)         | 2             | Sabre per equips |
| 2017               | Leipzig ( Alemanya)     | 3             | Sabre per equips |
| 2018               | Wuxi ( R.P. de la Xina) | 2             | Sabre per equips |
| 2019               | Budapest ( Hongria)     | 3             | Sabre per equips |
| 2022               | El Caire ( Egipte)      | 3             | Sabre per equips |
| Campionat d'Europa |                         |               |                  |
| Any                | Lloc                    | Medalla       | Prova            |
| 2010               | Leipzig ( Alemanya)     | 1             | Sabre per equips |
| 2013               | Zagreb ( Croàcia)       | 1             | Sabre per equips |
| 2014               | Estrasburg ( França)    | 1             | Sabre per equips |
| 2016               | Toruń ( Polònia)        | 2             | Sabre per equips |
| 2017               | Tbilisi ( Geòrgia)      | 2             | Sabre per equips |
| 2018               | Novi Sad ( Sèrbia)      | 2             | Sabre per equips |
| 2019               | Düsseldorf ( Alemanya)  | 3             | Sabre per equips |
| 2023               | Cracòvia ( Polònia)     | 2             | Sabre per equips |